# 1 Brygada Celna
1 Brygada Celna – jednostka organizacyjna polskich formacji granicznych II Rzeczypospolitej.
W listopadzie 1921 Ministerstwo Spraw Wewnętrznych postanowiło powołać na terenach podległych województw wschodnich brygady celne. Dowództwo 1 Brygady Celnej rozmieszczono w Dokszycach. Na stanowisko dowódcy brygady powołano mjr. Zygmunta Parfanowicza.
W dniu 29 maja 1922 przeprowadzono reorganizację ochrony granicy wschodniej. Zadania Głównej Komendy Batalionów Celnych przejęło  Ministerstwo Spraw Wewnętrznych.

## Struktura organizacyjna
- dowództwo brygady[1]
- 1 batalion celny
- 2 batalion celny
- 3 batalion celny
- 16 batalion celny
- 17 batalion celny
- 20 batalion celny